# Ісмаїл Омар Гелле
Ісмаїл Омар Гелле (фр. Ismaïl Omar Guelleh, сом. Ismaaciil Cumar Geelle, араб. اسماعيل عمر جليه; нар. 27 листопада 1947, Дире-Дауа, Ефіопія) — другий президент Джибуті з 8 травня 1999 року. Успадковував владу від дядька, Хасана Гуледа Аптідона.
Його сім'я переїхала з Ефіопії в Джибуті в 1960-ті. Служив у поліції, після здобуття Джибуті незалежності в 1977 році призначений головою секретної служби. У квітні 1999 року його кандидатуру як наступника Аптідона виставили на президентські вибори, і Гелле переміг, набравши 73 % голосів. У 2005 році його переобрали, за відсутності інших кандидатів, коли він набрав 100 %.
22—24 листопада 2017 року відвідав КНР з державним візитом і зустрівся з головою КНР Сі Цзіньпіном.